# Caligula simla
Caligula simla là một loài bướm đêm thuộc họ Saturniidae. Nó được tìm thấy ở tây Nam Á, bao gồm Trung Quốc và Thái Lan.

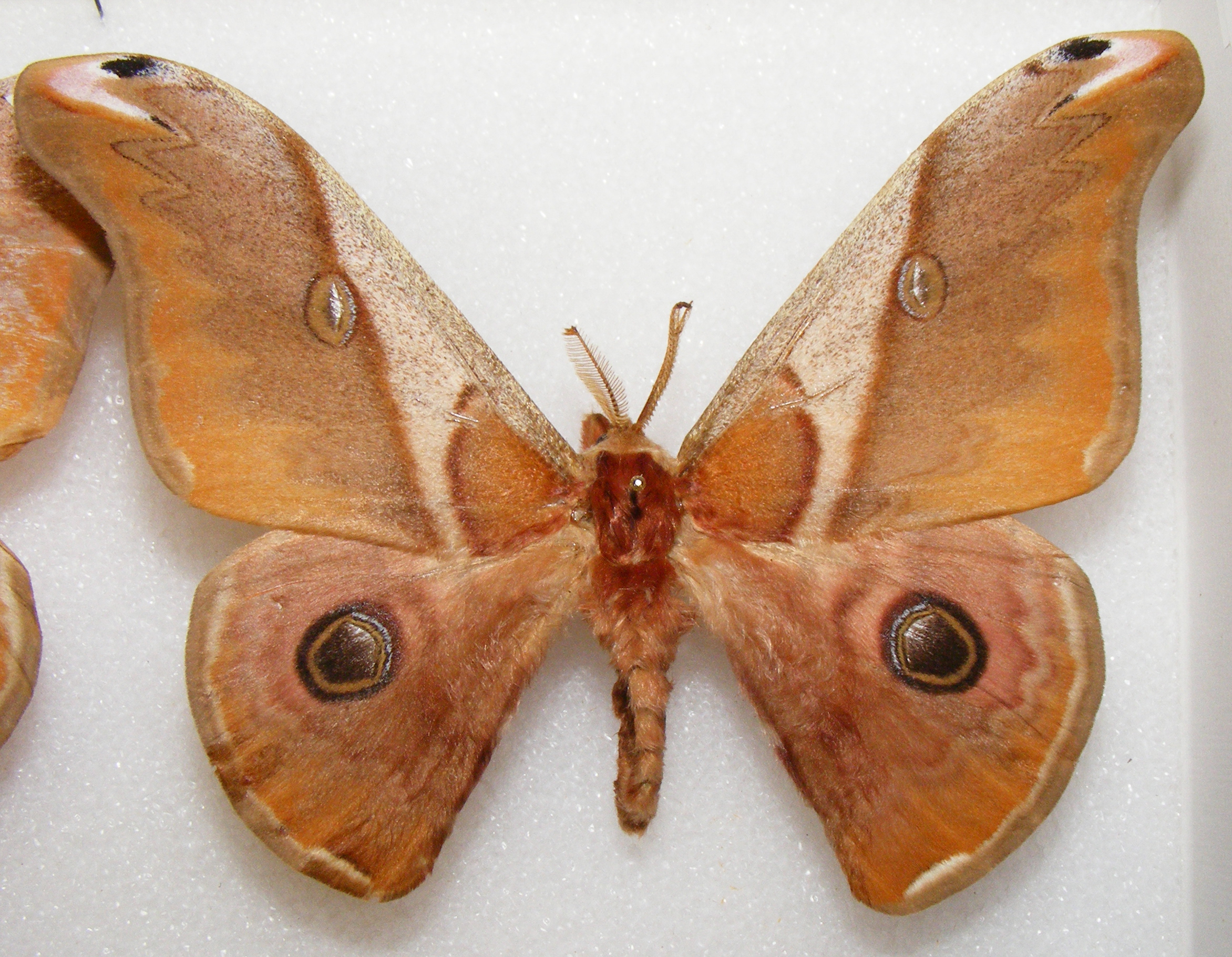
con đực

Ấu trùng ăn Quercus và Prunus padus.

## Hình ảnh

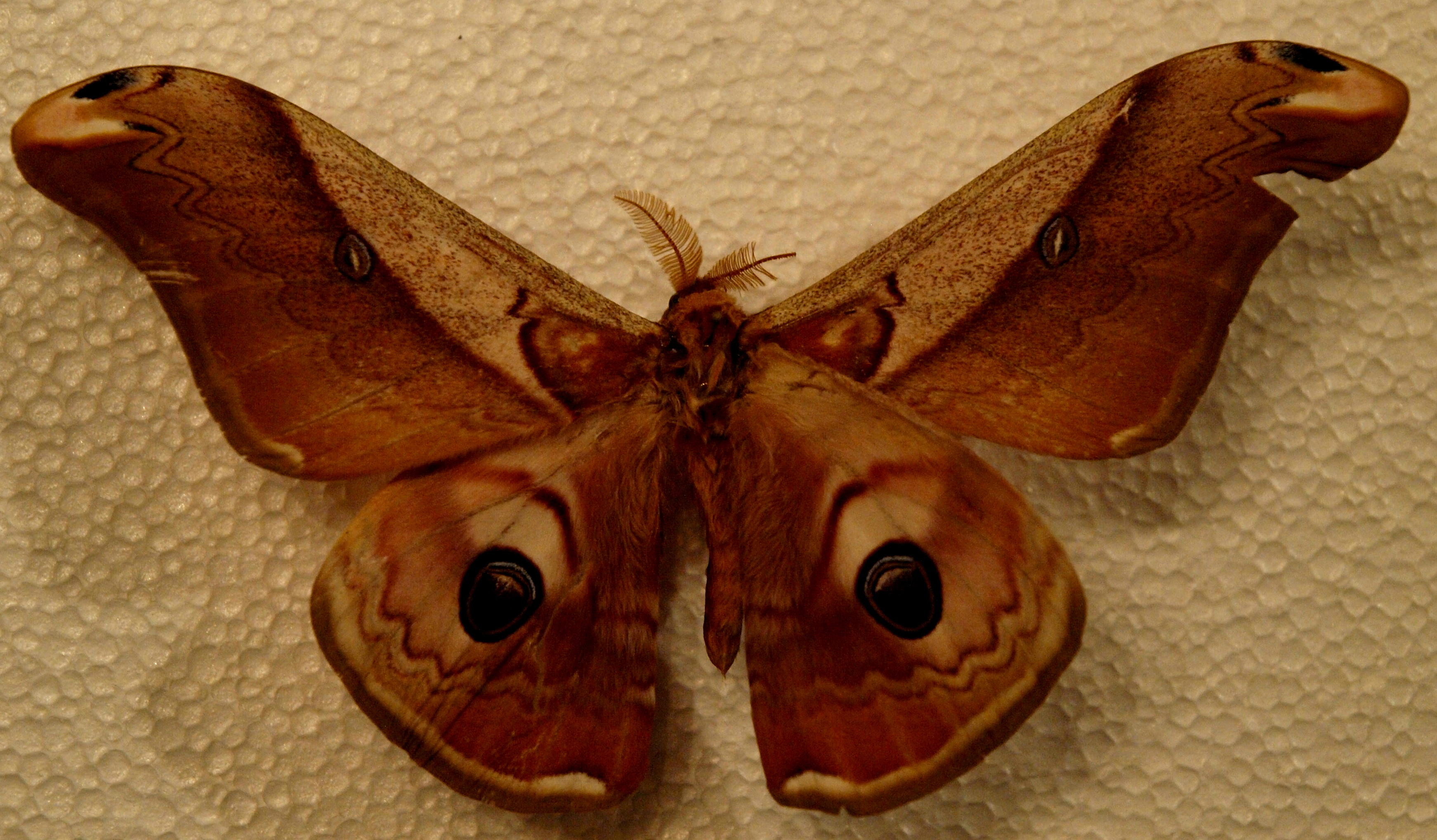
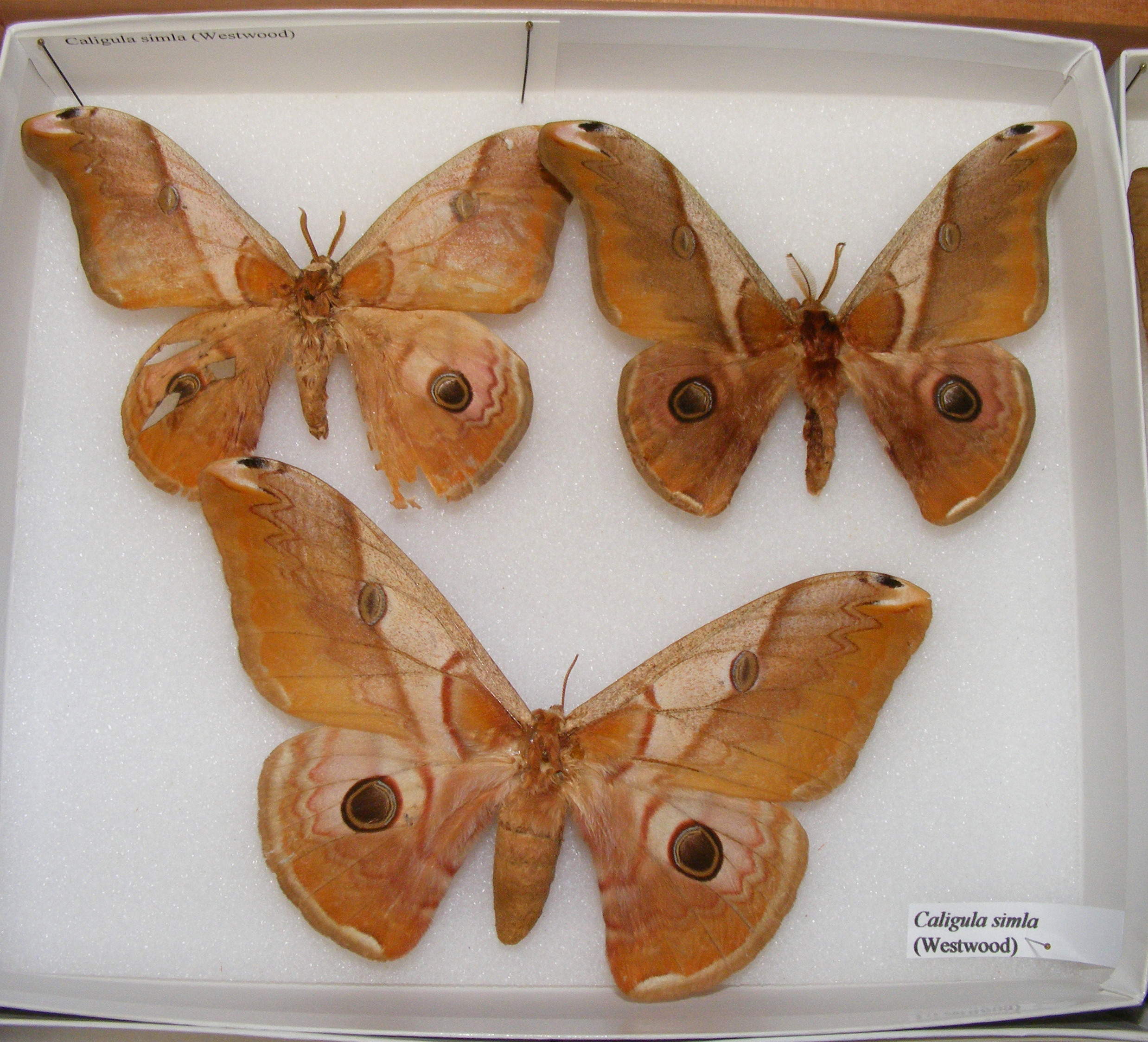